# Saint-Germain-en-Coglès
Saint-Germain-en-Coglès (en bretó Sant-Jermen-Gougleiz) és un municipi francès, situat a la regió de Bretanya, al departament d'Ille i Vilaine. L'any 2006 tenia 1.960 habitants.

## Demografia
| 1962                                       | 1968  | 1975  | 1982  | 1990  | 1999  |
| ------------------------------------------ | ----- | ----- | ----- | ----- | ----- |
| 1.802                                      | 1.911 | 1.815 | 1.781 | 1.794 | 1.773 |
| Des de 1962: població sense dobles comptes |       |       |       |       |       |

## Administració
| Període   | Identitat    | Partit |
| --------- | ------------ | ------ |
| 1995-2008 | Marie Gérard |        |
| 2008-     | Amand Roger  |        |